# Vụ nổ Cầu Krym 2023
Vụ nổ tại Cầu Krym 2023 xảy ra tại cầu Krym vào rạng sáng ngày 17 tháng 7 năm 2023, vụ nổ xảy ra theo hai đợt là vào khoảng 3:04 sáng và 3:20 sáng theo giờ địa phương (00:04 và 00:20 UTC). Sau khi vụ nổ xảy ra, các quan chức địa phương đã ngay lập tức đóng cửa cây cầu. Thống đốc của Krym do Nga điều hành Sergey Aksyonov thông báo về một trường hợp khẩn cấp đã xảy ra từ lực lượng hỗ trợ thứ 145 ở phía bên kia cây cầu của Nga. Mặt đường trên cầu bị hư hỏng, nhiều trụ đỡ vẫn còn nguyên vẹn. Các cơ quan pháp luật và nhiều dịch vụ liên quan đã có mặt tại hiện trường, bao gồm cả Bộ trưởng Bộ Giao thông Vận tải Vitaly Savelyev và Phó Chủ tịch Hội đồng Bộ trưởng Krym Igor Mikhailichenko. Theo hãng truyền thông nhà nước Nga TASS, vụ nổ đã được kiểm soát hoàn toàn ngay sau đó. Nhiều người ở các khu vực lân cận nói rằng họ đã nghe thấy tiếng nổ vào khoảng đầu 3 sáng cho đến 3 giờ 20 phút sáng. Thống đốc của Krasnodar Veniamin Kondratyev ngay sau đó đã công bố một trung tâm khủng hoảng đã được thành lập ngay sau đó.
Theo thống đốc của Belgorod Vyacheslav Gladkov, một gia đình bao gồm cả người cha lẫn người mẹ từ Belgorod đã thiệt mạng và đứa con gái duy nhất của họ bị thương nặng. Cây cầu sau đó đã được nối lại vào khoảng 9 giờ sáng cùng ngày theo giờ địa phương.

## Nghi phạm
Ủy ban chống khủng bố của Nga đã nghi Ukraina đã sử dụng thiết bị không người lái để tấn công cây cầu. Hơn nữa, Uỷ ban cũng đã bắt đầu mở một cuộc điều tra hình sự liên quan đến sự việc này.
Bên Ukraina cũng đã khẳng định về cuộc tấn công được tiến hành bằng máy bay không người lái trên biển và được lên kế hoạch bởi Cục An ninh Ukraina (SBU) và Hải quân Ukraina. Người phát ngôn của SBU, Artem Dekhtyarenko thông báo sẽ hé lộ thêm thông tin về cuộc tấn công khi chiến tranh kết thúc.